# Doris Reichmann

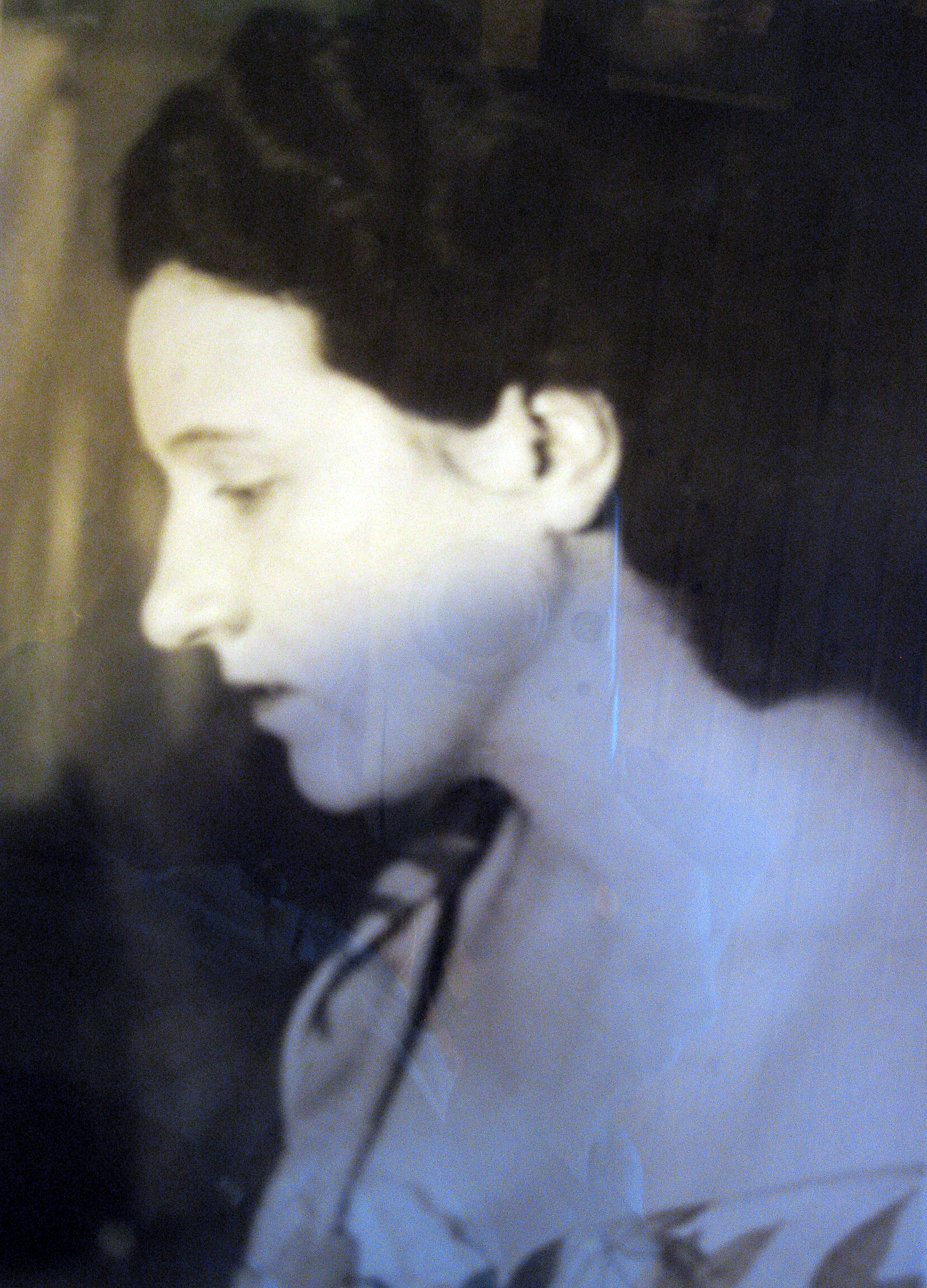
Doris Reichmann um 1929

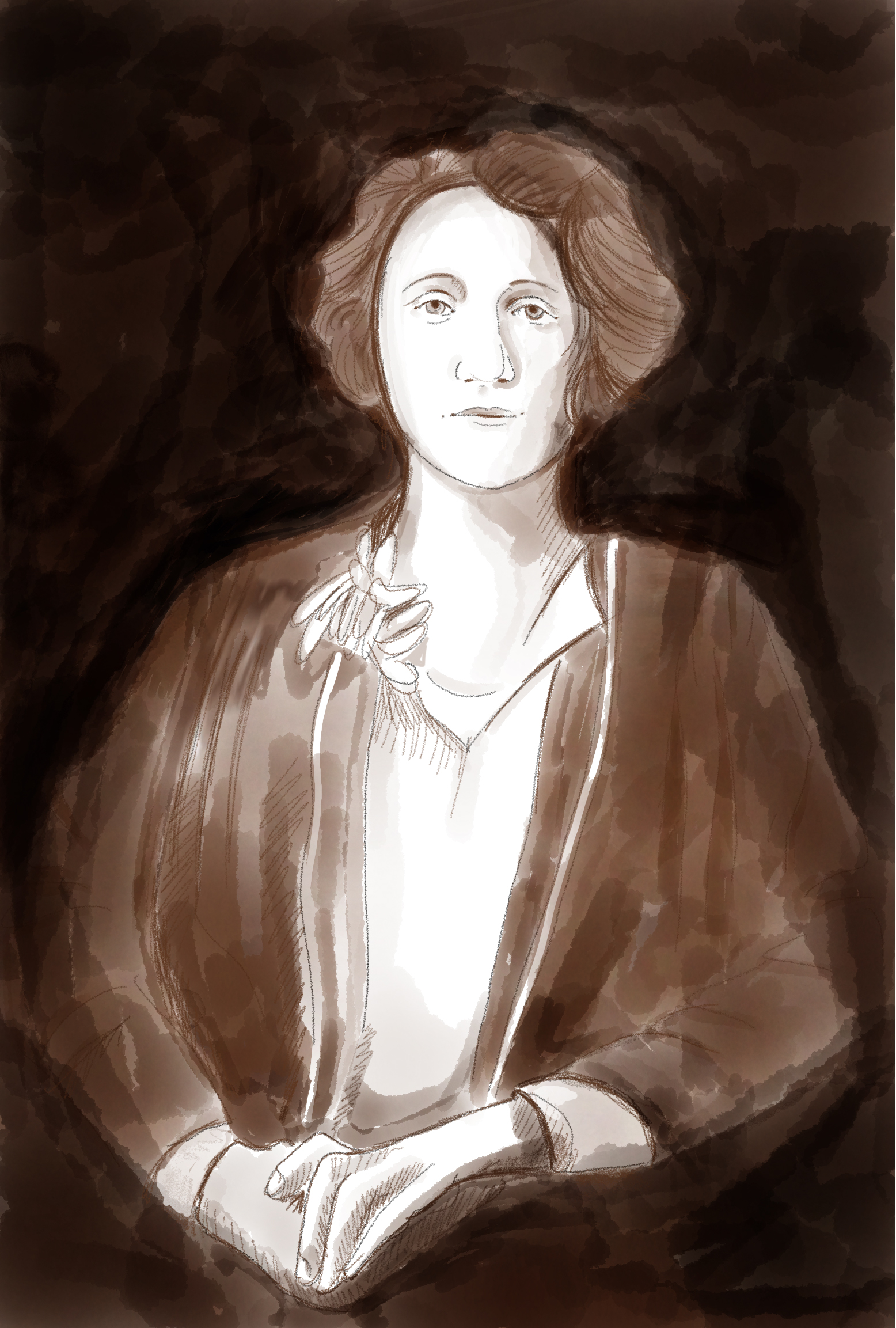
Doris Reichmann

Doris Reichmann (* 22. Oktober 1891 in Köln; † 17. Oktober 1973 in Hannover) war eine deutsche Gymnastiklehrerin. Sie gründete 1924 in Hannover eine private Schule für die Ausbildung von Gymnastiklehrerinnen, die bis 2015 existierte.

## Leben und Werk
Doris Reichmann studierte in Berlin und Norwegen statische Gymnastik bei Bess Mensendieck und arbeitete als deren Assistentin. 1913 zog sie als diplomierte Mensendieck-Schülerin von Duisburg nach Hannover.
Nachdem sie mehrere Jahre Privatkurse in Gymnastik erteilt hatte, gründete sie schließlich 1924 die Doris Reichmann Mensendiek Schule, Gymnastik und Atmung und bot tänzerische Gymnastik und eine an Mary Wigman orientierte Ballettausbildung an. Vor 1924 unterrichtete sie in der Meterstrasse 45, später in der Eichstraße 10 (Hannover-Oststadt). Sie entwickelte neue und eigene Methoden auf rhythmischem, bewegungsbildendem und tänzerischem Gebiet. Ihr Lehrbuch Gymnastik mit den Kleinsten, erstmals 1930 erschienen, gilt als Standardwerk für die Säuglingsgymnastik. Es wurde 1961 zum achten Mal aufgelegt, 1950 ins Französische (La gymnastique des tout petits) und 1963 ins Japanische (Nyūji no taisō) übersetzt.
In den 1920er Jahren war Doris Reichmann aktives Mitglied der Volksbühne und agierte im politisch links stehenden Umfeld. Zum 1. Mai 1933 trat sie der NSDAP bei (Mitgliedsnummer 2.954.537). Im Juni 1933 wurde sie mit dem Brief einer Frau Daube denunziert. Ihr wurden unter anderem „weibliche Geliebte, eine frühere Zugehörigkeit zur KPD und eine unlautere Parteimitgliedschaft bei der NSDAP zur Last gelegt“.
Unterstellt wurden Doris Reichmann auch innige Kontakte zu Ada Lessing. Denunziationen zum Beispiel aufgrund von Geschäftskonkurrenz waren in der NS-Zeit nicht unüblich.
1936 trat Reichmann als Mitglied in den Reichsverband Deutscher Turn-, Sport- und Gymnastiklehrer e.V. im NS-Lehrerbund ein. Ihre Schule wurde so zu einem Angebot des 1938 gegründeten BDM-Werks Glaube und Schönheit. Eine Schülerin, welche die 1937 aufgelöste Lichtwarkschule besucht hatte, war 1940 für ein knappes Jahr in der Reichmann-Schule. Sie erinnert sich, dass Doris Reichmann eine emanzipierte Frau gewesen sei: „Sie leitete schon seit vielen Jahre die Schule, und die war nicht klein. Sie war eine sehr energische selbständige Dame, die zwar die Organisation des BDM-Werks benutzte, aber ganz ihr eigenes Konzept verfolgte.“ Es sei kein Wort politisch gesprochen worden. „Die Schule war was für Leute, die so wie wir dachten, aber das waren wenige.“

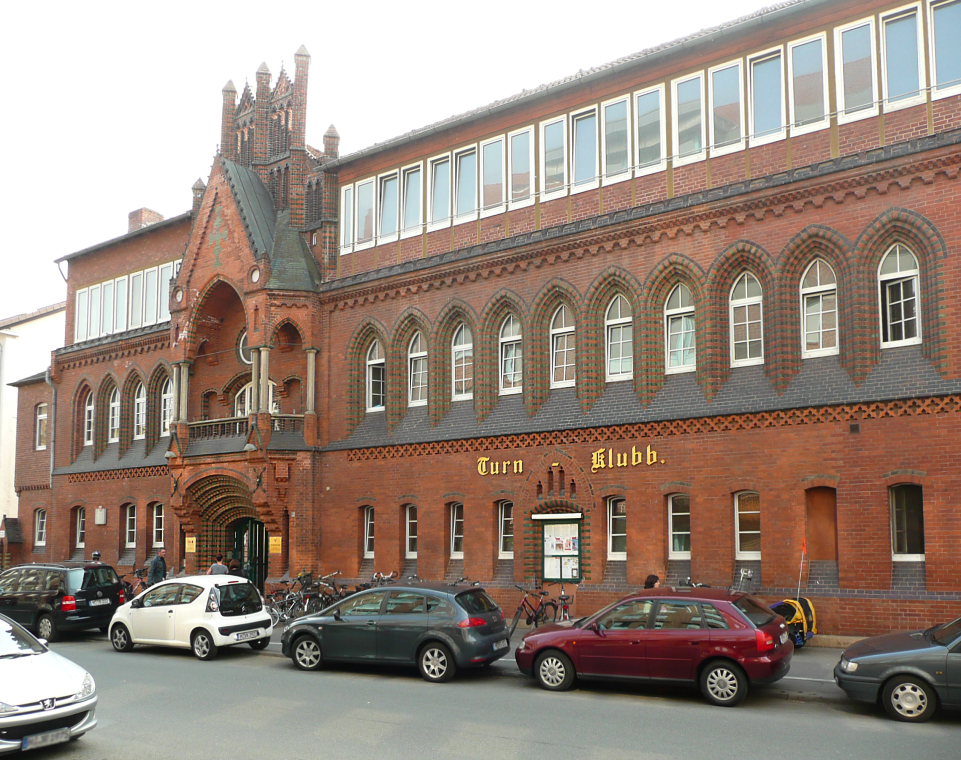
Turnhalle in der Maschstraße

Nach der Zerstörung des Gebäudes der Reichmann-Schule 1944 zog Doris Reichmann in die Hammersteinstraße 3 in List. Zusammen mit Tilla Grabbe kümmerte sie sich bis Anfang der 1970er Jahre um die Verwaltung und den theoretischen Unterricht. Nach dem Tod Doris Reichmanns 1973 übernahmen Margret Gerdes-Ahrens, Jutta Welge und Susanna Witte die Schule. Bis 2015 führte Jutta Welge die Schule allein weiter. Die Doris-Reichmann-Schule war bis 2015 eine staatlich anerkannte Berufsfachschule für Gymnastik und Tanz und befand sich in dem denkmalgeschützten Gebäude des Turn-Klubb zu Hannover in der Maschstraße 16. Bekannte Schülerinnen waren beispielsweise Gudrun-Axeli Knapp und Magdalena Ritter.

## Publikationen
- Gymnastik mit den Kleinsten – Ein Lehrbuch der Säuglingsgymnastik, 1930 im Verlag Adolf Sponholtz mit einem Vorwort von Bruno Valentin. Neuauflage im Limpert Verlag, Frankfurt am Main 1961, mit Fotos von Edmund Lill und Reinhold Lessmann.
- Gesund und elastisch durch Gymnastik.[6] Kulturlehrfilm gemäß Erlass des Preußischen Ministers für Wissenschaft, Kunst und Volksbildung, anerkannt vom Zentralinstitut für das Unterrichtswesen; uraufgeführt 1928 mit Förderung des Stadtamtes für Leibesübungen Hannover von der Gemeinschaft für den Sport und Gymnastikkulturfilm.
- Richtlinien für die Maßnahmen der körperlichen Ertüchtigung innerhalb der Provinz Hannover. 1933/1934.